# Antoine Maurel (auteur de bande dessinée)
Pour les articles homonymes, voir Antoine Maurel et Maurel.
 (octobre 2018).
Si vous disposez d'ouvrages ou d'articles de référence ou si vous connaissez des sites web de qualité traitant du thème abordé ici, merci de compléter l'article en donnant les références utiles à sa vérifiabilité et en les liant à la section « Notes et références ».
Antoine Maurel est un scénariste et éditeur de bande dessinée, né le 12 novembre 1981 à Paris.

## Biographie
Autoine Maurel commence sa carrière en signant des articles dans plusieurs magazines traitant de bandes dessinées. Il se tourne ensuite vers l'écriture de scénario de BD, d'abord pour des histoires courtes pour la presse jeunesse (des récits de Spyro le dragon, Woody Woodpecker dans les pages de CB Kids, illustrés par le dessinateur Stéphane Louis) puis pour des albums chez Soleil Productions et Casterman. En 2009, il rédige les textes des intégrales consacrées à Jonathan, le personnage du dessinateur Cosey, lesquels seront repris dans le livre Jonathan, une autobiographie imaginaire en BD. Il a également rédigé les textes des intégrales Lester Cockney (Franz) et Rork (Andreas). 
De 2011 à 2015, il occupe le poste d'éditeur aux éditions du Lombard. Il est aujourd'hui[Quand ?] éditeur indépendant pour cette même maison d'édition, mais consacre l'essentiel de son temps à l'écriture de scénarios : séries animées, jeux vidéo et bande dessinée. 
Il est également l'auteur littéraire du livre 50 jeux vidéo tous sauf ordinaires, réalisé avec Boris Mirroir pour les éditions Mango. 

## Publications

### Albums de bande dessinée
- Noirhomme, avec Hamo, Casterman : 
  1. Ouverture, 2007.
  2. Sacrifices, 2008.
  3. Échec, 2010.
- L'Évangile selon Satan, avec Hélène Lenoble, Soleil Productions, coll. « Secrets du Vatican » :
  1. Je vous salue Marie, 2009.  (ISBN 978-2-302-00678-2)
  2. Et délivre-nous du Mal, 2011.  (ISBN 978-2-302-01271-4)
- Golam, avec Sylvain Dos Santos et Nicolas Sauge, Le Lombard, coll. Lombard XP
  1. Hikmadrassa (Tome 2), 2016
  2. Hog (Tome 3), 2017

### Livres
- 50 jeux vidéo tout sauf ordinaires, avec Boris Mirroir, Mango, coll. Fifty Fifty.

### Nouvelles
Jackpot, primée en 2013 au festival Les 48h du polar de Clermont-Ferrand